# Karl Kurz (Unternehmer)
Karl Kurz (* 8. Februar 1893 in Tullau; † 19. August 1978 in Hessental; auch genannt Fasskarle) war ein deutscher Unternehmer.

## Leben
Karl Kurz wurde als eines von sechs Kindern in Tullau geboren. Nach seinem Abitur 1912 in Schwäbisch Hall studierte er an der Technischen Hochschule in Stuttgart Architektur und Bauingenieurwesen. Im Jahr 1914 kam er als Kriegsfreiwilliger im Ersten Weltkrieg an die Front, kämpfte in Serbien und Verdun und wurde zweimal verwundet. Im Grad eines Offiziers erhielt er für „besondere Tapferkeit“ mehrere Auszeichnungen, darunter das Ritterkreuz des Hausordens Hohenzollern mit Krone und Schwertern. 
Kurz galt als Gegner der Nationalsozialisten und widersetzte sich dem „Nerobefehl“. Er wurde mehrmals von der Gestapo verhaftet und entkam knapp einer Haft im KZ Welzheim.
Als Unternehmer engagierte sich Kurz ehrenamtlich in Gremien der Industrie- und Handelskammer Heilbronn-Franken und im Kreistag des Landkreises Schwäbisch Hall. Für seine Verdienste erhielt er das Große Verdienstkreuz der Bundesrepublik Deutschland. 
Kurz war verheiratet und hatte drei Kinder.

## Leistungen und Wirken als Unternehmer
1920 stieg Karl Kurz in die Fassfabrik Hessental ein und wurde 1925 alleiniger Anteilseigner. In den Kriegs- und Nachkriegsjahren entwickelte sich das Unternehmen stark. 1955 gründete Karl Kurz gemeinsam mit Rudolf Then die Firma Rudolf Then Färbereimaschinen GmbH in Hessental, in der Textilmaschinen hergestellt wurden. 1963 wurde die Familien-KG in „K. Kurz Hessental KG“ umbenannt. In den 1960er-Jahren umfasste die Fassfabrik das Hauptwerk in Hessental sowie drei Zweigwerke, insgesamt hatte die Firma in dieser Zeit rund 1200 Beschäftigte. In den 1970er-Jahren übergab er die Firma an seinen Sohn Manfred Kurz.